# جان لمپرور
جان لمپرور (انگلیسی: Jean Lempereur؛ زادهٔ ۲۸ دسامبر ۱۹۳۸) بازیکن فوتبال است.
وی همچنین در تیم ملی فوتبال فرانسه بازی کرده‌است.